# ویلنتریس
ویلنتریس (به فرانسوی: Villentrois) یک کمون در فرانسه است که در اندر واقع شده‌است. ویلنتریس ۳۲٫۳۸ کیلومتر مربع مساحت و ۶۲۲ نفر جمعیت دارد و ۹۳ متر بالاتر از سطح دریا واقع شده‌است.